# Ennenda
Ennenda és un municipi del cantó de Glarus (Suïssa).